# Clyde Lee Conrad
Clyde Lee Conrad (1948 – Diez, 1998. január 8.) az amerikai hadsereg hivatásos tiszthelyettese volt, aki a Magyar Népköztársaság hírszerzőinek titkos NATO-dokumentumokat adott át anyagi ellenszolgáltatás fejében. 1990-ben egy német bíróság életfogytiglani börtönbüntetésre ítélte.

## Kémkedés
Clyde Lee Conrad az amerikai hadsereg egyik gépesített hadosztályánál szolgált, amikor 1975-ben bajtársa, a magyar származású Szabó Zoltán a magyar katonai hírszerzés ügynökévé beszervezte. Conrad 1975 és 1986 között adott át a magyar és a csehszlovák hírszerzésnek szigorúan titkos harckészültségi, kiképzési és hadműveleti terveket, dokumentumokat. Conrad a Bad Kreuznach melletti támaszpont titkos levéltárának kezelője volt. Tevékenységéért mintegy 1,2 millió dollárt kapott. Conrad két magyar születésű svéd állampolgárral tartotta a kapcsolatot. Clyde Lee Conrad főtörzsőrmesterként szerelt le, de tevékenységét folytatta.
Az amerikai elhárítás 1988 augusztusában, Belovai István átállásának eredményeként letartóztatta a német feleségével Németországban élő volt katonát. Göteborgban pedig őrizetbe vették két segítőjét, akik futárként dolgoztak. Az ügyben összesen nyolc embert fogtak el. Perét, amely 1990. január 17-én kezdődött, Németországban tartották, és árulásért életfogytiglani börtönbüntetésre és kétmillió márka kártérítésre ítélték. Ferdinand Schuth bíró a második világháború utáni legrosszabb árulónak nevezte. Conrad a diezi büntetés-végrehajtási intézményben halt meg szívinfarktusban.